# Epidendrum estrellense
Epidendrum estrellense är en orkidéart som beskrevs av Oakes Ames. Epidendrum estrellense ingår i släktet Epidendrum och familjen orkidéer.
Artens utbredningsområde är Costa Rica. Inga underarter finns listade i Catalogue of Life.